# Avenida Intercomunal Guarenas - Guatire
Avenida Intercomunal Guarenas - Guatire es el nombre que recibe una arteria vial localizada como su nombre lo indica entre las ciudades de Guarenas y Guatire en jurisdicción del Estado Miranda y en las afueras del área metropolitana de Caracas, al centro norte del país sudamericano de Venezuela.

## Descripción

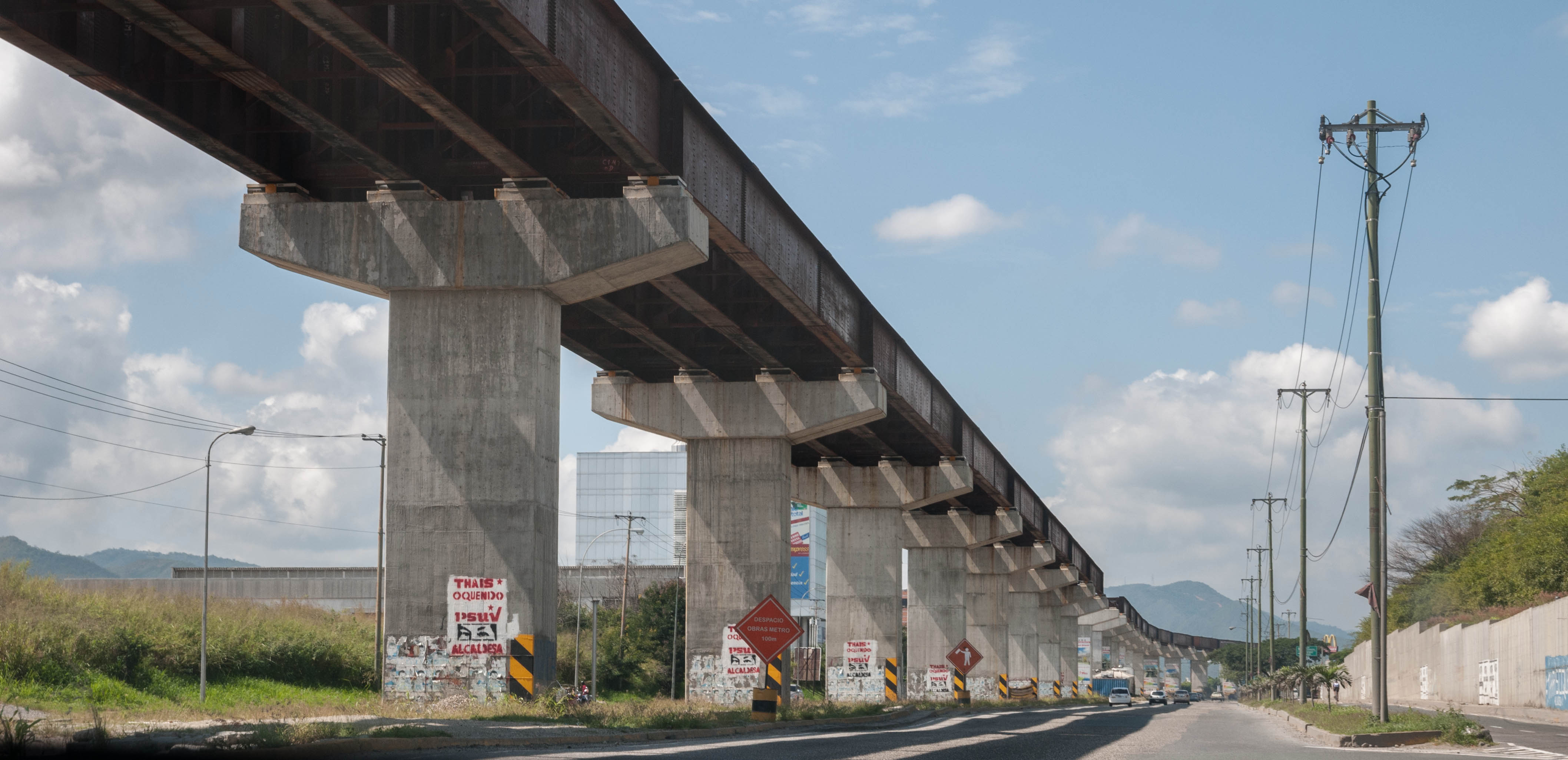
Vista de la avenida junto a las vías del Metro de Guarenas - Guatire

Se trata de una vía de transporte que se conecta a la Autopista Gran Mariscal de Ayacucho  en 2 puntos (tramo Petare - Guarenas y tramo Guatire Caucagua) y con la Carretera Vieja Petare Guarenas, atravesando parte de los municipios Plaza y Zamora. En parte de su camino está muy cerca del Metro de Guarenas Guatire.
En su recorrido también está vinculada al distribuidor La Vaquera, la calle Unión de Tocorón, la Calle Falcón, la Calle Soublette, la Calle Vargas, la Calle Arismedi, Calle Ayacucho, Calle 19 de abril, Calle Ricaurte, Calle Francisco Rafael García, 2.ª avenida, 3.ª Avenida, Avenida Principal de Los Naranjos, Distribuidor Nueva Casarapa, Avenida Las Aves, Avenida San Nicolás de Bari, trocha de Nueva Casarapa, distribuidor Zamora, entre otras.
A lo largo de su trayecto destacan el Estadio La Vaquera, la Protección Civil del Municipio Ambrosio Plaza, el Centro Comercial Copacabana, el Río Guarenas, Bimbo de Venezuela, el Centro Aventura Comercial, la Plaza Antonio José de Sucre, el Centro Comercial Plaza Mayor, el Centro Comercial Nueva Casarapa, el Motel Camelot, el Centro Comercial Oasis Center, la U.N.E.F.A. (Núcleo Guatire), entre otros.